# Rising Stars Challenge
El Rising Stars Challenge es un partido de exhibición celebrado el viernes durante el All-Star Game de la NBA entre un equipo formado por jugadores novatos (rookies) y jugadores de segundo año (sophomores) de Estados Unidos contra otro equipo igualmente formado por rookies y sophomores de países del resto del mundo. Los jugadores son seleccionados por los entrenadores asistentes de los equipos de la NBA. Dos personas designadas como "generals managers" seleccionan jugadores para los dos equipos rivales.
De 1994 a 1998 el evento fue conocido como "Rookie Game", y se componía íntegramente por jugadores de primer año (rookies). Desde 2000 el encuentro estuvo formado un equipo de novatos (rookies) contra otro de jugadores de segundo año (sophomores). 
Hace años, el encuentro incluía un equipo de rookies de la Conferencia Este contra otro de rookies de la Conferencia Oeste.

## Edición 2022
A finales de enero de 2022, la NBA anunció cambios importantes para el encuentro del 2022. En lugar del habitual partido que enfrentaba al Team World y al Team USA —y que anteriormente se definía como Rookies vs Sophomores—, esta edición del Rising Stars contará con tres partidos entre cuatro equipos de novatos, jugadores de segundo año y, por primera vez, componentes de la NBA G League, en concreto del Ignite.
En el evento participarán 28 jugadores —doce novatos, doce sophomores y cuatro G-League—, los cuales se dividirán en cuatro equipos compuestos por siete jugadores cada uno. Esta selección de jugadores será realizada por los entrenadores asistentes de la NBA, mientras que los cuatro representantes de la Liga de Desarrollo serán elegidos por los entrenadores jefe de dicha competición.
Cada equipo será dirigido por un miembro de la lista de los 75 mejores jugadores de la historia y técnicos asistentes del All-Star Game de 2022 en una fecha anterior a la disputa del mini-torneo. Cada uno de los equipos contará con uno de los jugadores de la G-League.
Cada uno de los partidos no tendrá un tiempo definido sino que este se acabará cuando se alcance una puntuación determinada. Los dos primeros partidos, correspondientes a las semifinales, se jugarán hasta que uno de los dos equipos alcance los 50 puntos. El tercer encuentro, la final, tendrá como ganador al equipo que alcance primero los 25 puntos anotados.

## Resultados
| Año  | Ciudad         | Vencedor      | Perdedor      | Resultado      | MVP                | Equipo                 | Ref.   |
| ---- | -------------- | ------------- | ------------- | -------------- | ------------------ | ---------------------- | ------ |
| 1994 | Mineápolis     | Phenoms       | Sensations    | 74 - 68        | Anfernee Hardaway  | Orlando Magic          | [ 2 ]  |
| 1995 | Phoenix        | White         | Green         | 83 - 79 (T.E.) | Eddie Jones        | Los Angeles Lakers     | [ 3 ]  |
| 1996 | San Antonio    | East          | West          | 94 - 92        | Damon Stoudamire   | Toronto Raptors        | [ 4 ]  |
| 1997 | Cleveland      | East          | West          | 96 - 91        | Allen Iverson      | Philadelphia 76ers     | [ 5 ]  |
| 1998 | Nueva York     | East          | West          | 85 - 80        | Žydrūnas Ilgauskas | Cleveland Cavaliers    | [ 6 ]  |
| 2000 | Oakland        | Rookies       | Sophomores    | 92 - 83 (T.E.) | Elton Brand        | Chicago Bulls          | [ 7 ]  |
| 2001 | Washington     | Sophomores    | Rookies       | 121 - 113      | Wally Szczerbiak   | Minnesota Timberwolves | [ 8 ]  |
| 2002 | Filladelfia    | Rookies       | Sophomores    | 103 - 97       | Jason Richardson   | Golden State Warriors  | [ 9 ]  |
| 2003 | Atlanta        | Sophomores    | Rookies       | 132 - 112      | Gilbert Arenas     | Golden State Warriors  | [ 10 ] |
| 2004 | Los Ángeles    | Sophomores    | Rookies       | 142 - 118      | Amar'e Stoudemire  | Phoenix Suns           | [ 11 ] |
| 2005 | Denver         | Sophomores    | Rookies       | 133 - 106      | Carmelo Anthony    | Denver Nuggets         | [ 12 ] |
| 2006 | Houston        | Sophomores    | Rookies       | 106 - 96       | Andre Iguodala     | Philadelphia 76ers     | [ 13 ] |
| 2007 | Las Vegas      | Sophomores    | Rookies       | 155 - 114      | David Lee          | New York Knicks        | [ 14 ] |
| 2008 | Nueva Orleans  | Sophomores    | Rookies       | 136 - 109      | Daniel Gibson      | Cleveland Cavaliers    | [ 15 ] |
| 2009 | Phoenix        | Sophomores    | Rookies       | 122 - 116      | Kevin Durant       | Oklahoma City Thunder  | [ 16 ] |
| 2010 | Dallas         | Rookies       | Sophomores    | 140 - 128      | Tyreke Evans       | Sacramento Kings       | [ 17 ] |
| 2011 | Los Ángeles    | Rookies       | Sophomores    | 148 - 140      | John Wall          | Washington Wizards     | [ 18 ] |
| 2012 | Orlando        | Team Chuck    | Team Shaq     | 146 - 133      | Kyrie Irving       | Cleveland Cavaliers    | [ 19 ] |
| 2013 | Houston        | Team Chuck    | Team Shaq     | 163 - 135      | Kenneth Faried     | Denver Nuggets         | [ 20 ] |
| 2014 | Nueva Orleans  | Team Hill     | Team Webber   | 142 - 136      | Andre Drummond     | Detroit Pistons        | [ 21 ] |
| 2015 | Nueva York     | Mundo         | USA           | 121 - 112      | Andrew Wiggins     | Minnesota Timberwolves | [ 22 ] |
| 2016 | Toronto        | USA           | Mundo         | 157 - 154      | Zach LaVine        | Minnesota Timberwolves | [ 23 ] |
| 2017 | Nueva Orleans  | Mundo         | USA           | 150 - 141      | Jamal Murray       | Denver Nuggets         | [ 24 ] |
| 2018 | Los Ángeles    | Mundo         | USA           | 155 - 124      | Bogdan Bogdanović  | Sacramento Kings       | [ 25 ] |
| 2019 | Charlotte      | USA           | Mundo         | 161 - 144      | Kyle Kuzma         | Los Angeles Lakers     | [ 26 ] |
| 2020 | Chicago        | USA           | Mundo         | 151 - 131      | Miles Bridges      | Charlotte Hornets      | [ 27 ] |
| 2021 | No se disputó  | No se disputó | No se disputó | No se disputó  | No se disputó      | No se disputó          | [ 28 ] |
| 2022 | Cleveland      | Team Barry    | Team Isiah    | 25 - 20        | Cade Cunningham    | Detroit Pistons        | [ 29 ] |
| 2023 | Salt Lake City | Team Pau      | Team Joakim   | 25 - 20        | Jose Alvarado      | New Orleans Pelicans   | [ 30 ] |

## Récords
Puntos
- Kevin Durant, 46 (2009)
- Kenneth Faried, 40 (2013)
- Russell Westbrook, 40 (2010)
- Tim Hardaway Jr., 36 (2014)
- Amar'e Stoudemire, 36 (2004)
- Jamal Murray, 36 (2017)
- Jaylen Brown, 35 (2018)
- Kyrie Irving, 34 (2012)

Rebotes
- Andre Drummond, 25 (2014)
- DeJuan Blair, 23 (2010)
- Elton Brand, 21 (2000)
- DeJuan Blair, 15 (2011)
- DeMarcus Cousins, 14 (2011)
- Chris Bosh, 14 (2005)
- Marcus Fizer, 14 (2002)
- Quentin Richardson, 14 (2001)

Asistencias
- John Wall, 22 (2011)
- Chris Paul, 17 (2007)
- Ben Simmons, 13 (2018)
- Jordan Farmar, 12 (2008)
- Jamal Murray, 11 (2017)
- Chris Paul, 11 (2006)
- Jamaal Tinsley, 11 (2003)
- Mike Miller, 11 (2002)
- Steve Francis, 11 (2000)
- Damon Stoudamire, 11 (1996)
- Khalid Reeves, 11 (1995)

Triples
- Daniel Gibson, 11 (2008)
- Jamal Murray, 9 (2017)
- Frank Kaminsky, 9 (2017)
- Kyrie Irving, 8 (2012)

## Participantes por equipo
| Número | Equipo                                                                         |
| ------ | ------------------------------------------------------------------------------ |
| 23     | Cleveland Cavaliers                                                            |
| 20     | Los Angeles Clippers                                                           |
| 18     | Vancouver Grizzlies / Memphis Grizzlies                                        |
| 17     | Chicago Bulls                                                                  |
| 17     | Golden State Warriors                                                          |
| 16     | Philadelphia 76ers                                                             |
| 15     | New Jersey Nets / Brooklyn Nets                                                |
| 15     | Minnesota Timberwolves                                                         |
| 14     | Boston Celtics                                                                 |
| 14     | Denver Nuggets                                                                 |
| 14     | Houston Rockets                                                                |
| 14     | Seattle SuperSonics / Oklahoma City Thunder                                    |
| 13     | Toronto Raptors                                                                |
| 13     | Utah Jazz                                                                      |
| 12     | Detroit Pistons                                                                |
| 12     | Phoenix Suns                                                                   |
| 12     | Sacramento Kings                                                               |
| 11     | Charlotte Bobcats / Charlotte Hornets                                          |
| 11     | New York Knicks                                                                |
| 11     | Portland Trail Blazers                                                         |
| 11     | San Antonio Spurs                                                              |
| 11     | Washington Bullets / Washington Wizards                                        |
| 10     | Los Angeles Lakers                                                             |
| 10     | Miami Heat                                                                     |
| 10     | Milwaukee Bucks                                                                |
| 10     | Orlando Magic                                                                  |
| 9      | Dallas Mavericks                                                               |
| 9      | Indiana Pacers                                                                 |
| 6      | Atlanta Hawks                                                                  |
| 5      | New Orleans Hornets / New Orleans/Oklahoma City Hornets / New Orleans Pelicans |